# مدرسه کسب‌وکار اسپر
مدرسه کسب‌وکار اسپر (به انگلیسی: Asper School of Business) در پردیس فورت گری دانشگاه منیتوبا در جنوب شهر وینیپگ در استان مانیتوبا کانادا قرار گرفته است. این مدرسه در سال ۱۹۳۷ تحت عنوان دانشکده مدیریت در دانشگاه منیتوبا آغاز به فعالیت نموده و تا سال ۲۰۰۰ میلادی با همین نام به فعالیت ادامه می‌داد. در سال ۲۰۰۰ میلادی، نام این دانشکده به افتخار آقای اسپر به پاس خدمات ایشان به شهر وینیپگ و دانشکاه منیتوبا به مدرسه کسب‌وکار اسپر تغییر نام داد. در حال حاضر این مدرسه به عنوان یکی از مدرسه‌های بازرگانی مشهور کانادا در حال فعالیت می‌باشد.

## دوره‌های آموزشی
در حال حاضر در این مدرسه، دوره‌های کارشانسی مدیریت و همچنین دوره‌های تحصیلات تکمیلی در سطوح مختلف ارائه می‌گردد. لیست مدارک تحصیلی که توسط این مدرسه ارائه می‌شود عبارتسند از:
- کارشناسی حسابداری
- کارشناسی ریاضایت آکچواری
- کارشناسی مطالعات بومیان کانادا
- کارشناسی مدیریت مالی
- کارشناسی کارافرینی (کسب و کارهای کوچگ و متوسط)
- کارشناسی مدیریت منابع انسانی
- کارشناسی بازرگانی بین‌الملل
- کارشناسی مدیریت زنجیره نامین
- کارشناسی سیستمهای اطلاعاتی مدیریت
- کارشناسی مدیریت سازمانی
- کارشناسی بازاریابی
- کارشناسی تحقیق در عملیات
- دوره مدیریت بازرگانی MBA
- کارشناسی ارشد مدیریت زنجیره تأمین
- کارشناسی ارشد منابع انسانی
- کارشناسی ارشد رفتار سازمانی
- کارشناسی ارشد بازاریابی
- کارشناسی ارشد تئوریهای سازمان
- کارشناسی ارشد استراتژی
- کارشناسی ارشد کارآفرینی
- دکترای تخصصی (PhD) در گرایشهای مالی، بازرگانی، رفتار سازمانی، منابع انسانی و کارافرینی.

## اعضای هیئت علمی
در حال حاضر این مدرسه بیش از ۷۵ عضو هیئت علمی تمام وقت دارد و در حدود ۵۰ استاد پاره وقت نیز در این مدرسه مشغول به تدریس می‌باشند.